# Río Guadalete
Río Guadalete este o arie protejată (arie specială de conservare — SAC, sit de importanță comunitară — SCI) din Spania întinsă pe o suprafață de 710,34 ha, integral pe uscat.

## Localizare
Centrul sitului Río Guadalete este situat la coordonatele 36°55′14″N 5°33′21″W / 36.9205°N 5.5557°V.

## Înființare
Situl Río Guadalete a fost declarat sit de importanță comunitară în decembrie 2000 pentru a proteja 12 specii de animale. Situl a fost protejat și ca arie specială de conservare în martie 2015.

## Biodiversitate
Situată în ecoregiunea mediteraneană, aria protejată conține 12 habitate naturale: Galerii de Salix alba și de Populus alba, Pseudostepă cu ierburi și specii anuale de Thero-Brachypodietea, Păduri de Quercus ilex și Quercus rotundifolia, Păduri iberice de Quercus faginea și Quercus canariensis, Dehesas cu Quercus spp. perene, Păduri de Olea și Ceratonia, Păduri termofile cu Fraxinus angustifolia, Ape puternic oligomezotrofe cu vegetație bentonică cu Chara spp., Tufărișuri termo-mediteraneene și de pre-deșert, Galerii și tufărișuri riverane sudice (Nerio-Tamaricetea și Securinegion tinctoriae), Pante stâncoase silicioase cu vegetație casmofită, Pajiști umede mediteraneene cu ierburi înalte de Molinio-Holoschoenion.
La baza desemnării sitului se află mai multe specii protejate:
- păsări (5): pescăruș albastru (Alcedo atthis), Aquila fasciata, stârc galben (Ardeola ralloides), egretă mică (Egretta garzetta), vulturul pleșuv sur (Gyps fulvus)
- amfibieni (1): Discoglossus galganoi
- mamifere (3): vidră de râu (Lutra lutra), liliac cu aripi lungi (Miniopterus schreibersii), liliac cu urechi de șoarece (Myotis blythii)
- pești (2): Cobitis paludica, Pseudochondrostoma willkommii
- reptile (1): Mauremys leprosa

Pe lângă speciile protejate, pe teritoriul sitului au mai fost identificate 3 specii de amfibieni, 1 specie de nevertebrate, 2 specii de pești.